# Церква Іоанна Предтечі (Лютенька)
Церква Іоанна Предтечі - дерев'яний храм що існував на території села Лютенька з 1765 до 1930-х років.

## Історія.
Дерев’яна церква в ім’я Іоанна Предтечі церква у сотенному селі Лютенька Гадяцького полку була збудована 1765р. з дозволу київського митрополита Гавриїла Банулеско-Бодоні. 
1860 церква була перебудована, 1884 поставлена на мурований цоколь, тоді ж до неї прибудовано дерев’яну дзвіницю. Знаходилася на кладовищі. Належала до громади Миколаївської церкви села Лютенька. У 1902 володіла 3 дес. землі під погостом.
Зруйнована радянською владою у 1930-х роках.